# 龍州 (南梁)
龙州，是南北朝的州。
梁武帝大同三年（537年），在龙城县（今广西柳城县旧柳城西十里龙江南岸）设立龙州。下辖马平郡（治潭中，今广西柳州市东南柳江东南岸）。马平郡下辖潭中县、马平县、建安县、始集县、龙平县、宾平县、新林县、绥宁县、中胄县、晋平县、威化县。南陈沿置，至南陈灭亡时，马平郡下辖马平县、龙城县。隋朝灭陈，废除龙州，地入桂州。